# Aleiodes insignipes
Aleiodes insignipes är en stekelart som först beskrevs av Charles Thomas Brues 1912.  Aleiodes insignipes ingår i släktet Aleiodes och familjen bracksteklar. Inga underarter finns listade i Catalogue of Life.